# Clima Bulgariei
Clima Bulgariei este supusă vara influenței maselor de aer subtropical, iar iarna maselor de aer continental. Fiind situată în zona temperată, temperaturile medii variază între - 2°C (în nordul țării) și 2°C (în sud, în Câmpia Traciei) în ianuarie, în timp ce vara oscilează între 22°C (în nord) și 24°C (în sud).
Precipitațiile medii anuale sunt de 500 mm (în nord) și de 400 mm (în sud).